# Linse (Auge)
Die Linse (griechisch φακός phakós; lateinisch lens) des Auges oder Augenlinse ist ein klarer, durchsichtiger und elastischer Körper, der sowohl an der Vorderseite als auch an der Hinterseite – hier stärker – konvex gekrümmt ist. Sie wird in der Fachsprache als Lens crystallina (im Deutschen früher auch Krystallinse) bezeichnet und bündelt als Sammellinse das durch die Pupille eintretende Licht an der Hinterseite des Auges so, dass auf der Netzhaut ein scharfes Bild entstehen kann. In der Augenheilkunde wird das Vorhandensein der natürlichen Linse als Phakie bezeichnet. Dass die Augenlinse vor und nicht im Glaskörper liegt, wurde um 1600 erstmals von Fabricius ab Aquapendente bildlich dargestellt.

## Form der Linse

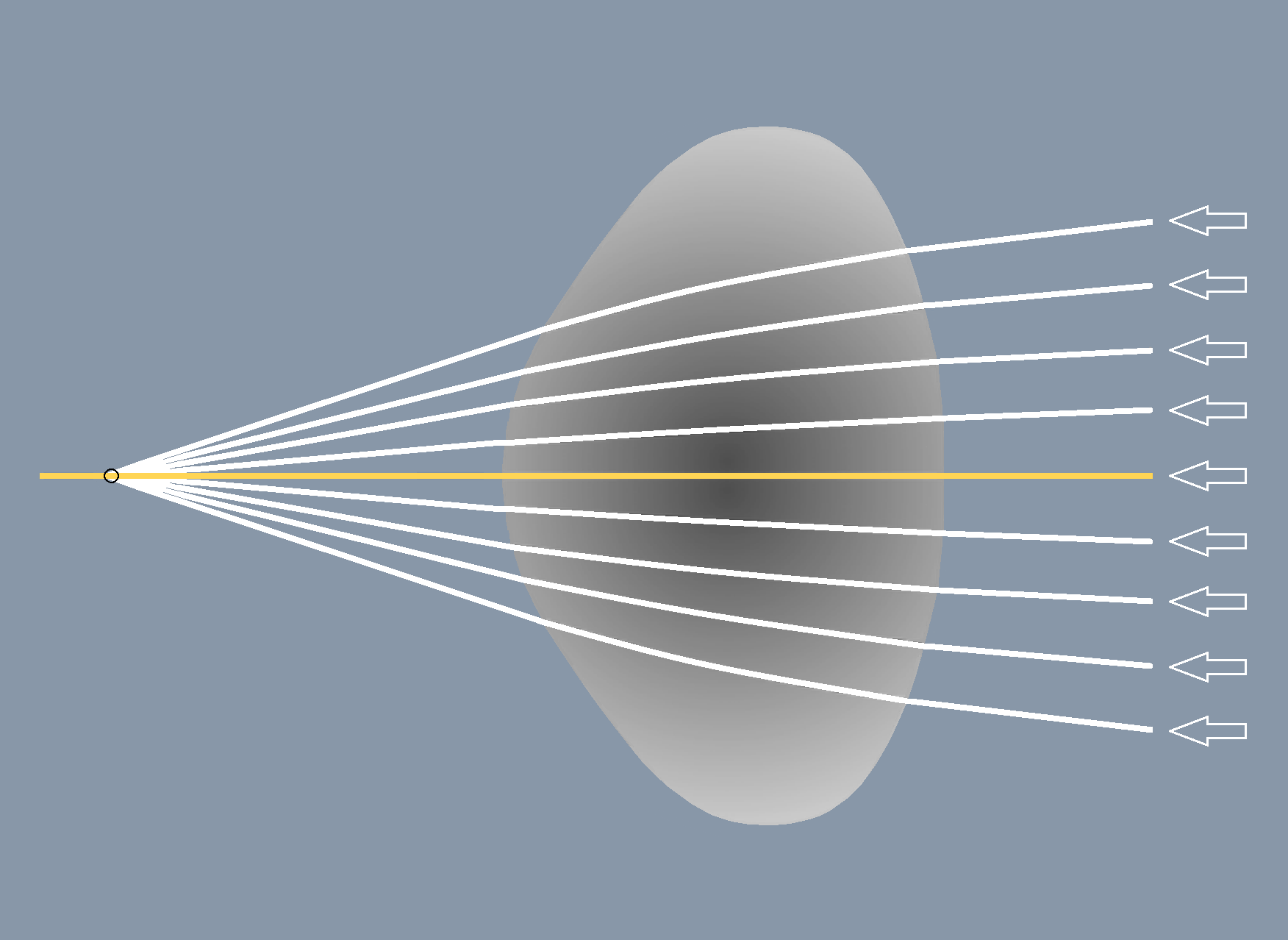
Die asphärische Linse des menschlichen Auges

Die Oberflächenform der Linse ist nicht kugelförmig (sphärisch), sondern jeweils ein Rotationsellipsoid.
Dabei ist die Rückseite der Linse stärker gekrümmt als die Vorderseite. Die Form ähnelt daher einer Visby-Linse, die besonders bei kurzer Brennweite ideale Abbildungseigenschaften aufweist. Sie ist eine Gradientenlinse, mit radial abnehmendem Brechungsindex; ihr Brechungsindex ist im Zentrum am höchsten.

## Embryologie
Die Linse ist ektodermalen Ursprungs. Sie entwickelt sich aus einem Linsenbläschen, welches aus einer Kapsel und darunterliegenden unreifen Zellen besteht, ansonsten jedoch hohl ist. Im weiteren Verlauf nehmen die Zellen der Hinterwand eine längliche Form an und entwickeln sich so zu Linsenfasern, die schließlich das Linsenbläschen ausfüllen. Dieser Prozess nennt sich primäre Linsenfaserdifferenzierung und führt zu der Bildung des embryonalen Linsenkerns.

## Aufbau
Die reife Linse selbst besteht neben der Kapsel aus der Linsenrinde und einem Linsenkern. Ein Epithel befindet sich nur unter der Vorderkapsel der Linse. In der Äquatorregion unter der Linsenkapsel werden in einer Wachstumszone (Zona germinativa) durch Zellteilung zeitlebens neue Zellen gebildet. Diese formen sich im weiteren Verlauf in längliche Fasern um. Dabei produzieren und reichern sie transparente Proteine, die Kristalline, an und verlieren dann ihre Zellorganellen. Die neu gebildeten Fasern liegen schließlich, ähnlich den Häuten einer Zwiebel, den älteren Fasern von außen auf.
Die Rinde verkleinert sich mit zunehmendem Alter zugunsten des Kerns.
Da der Kern, im Gegensatz zur Rinde, kaum elastisch ist, wird die ursprünglich sehr elastische Linse immer starrer. Zu einer entsprechend stärkeren Linsenkrümmung bei Nahsicht ist sie schließlich oft kaum mehr befähigt (Alterssichtigkeit), was das Tragen einer Lesebrille erfordert.
Obwohl die Linse ein sehr stoffwechselaktives Organ ist, besitzt sie weder Nerven noch Blutgefäße, sondern wird ausschließlich über die im Kammerwasser enthaltenen  Nährstoffe, Elektrolyte und anderen Substanzen versorgt. Damit ist die glasklare Durchsichtigkeit der Augenlinse gewährleistet.
Die Aufhängung der Linse am Ziliarkörper erfolgt über die seitlich in den Äquator der Linsenkapsel einstrahlenden Zonulafasern (Fibrae zonulares).

## Monofokale und multifokale Linsen

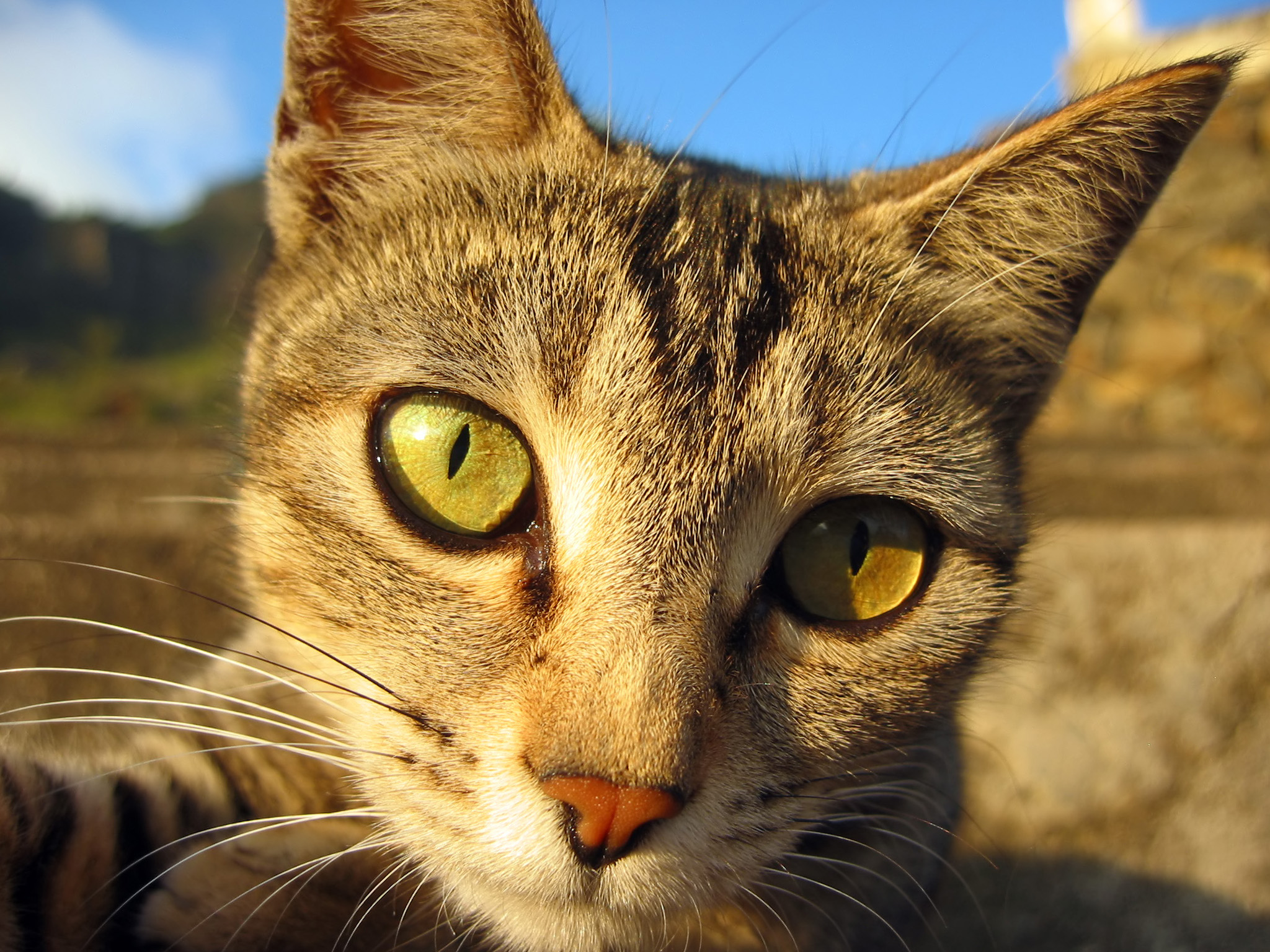
Die Pupillen der Katze verengen sich bei Helligkeit zu vertikalen Schlitzen

Im Laufe der Evolution entstanden bei den Wirbeltieren zwei unterschiedliche Linsentypen: monofokale Linsen und multifokale Linsen. Parallel dazu entwickelten sich in Abhängigkeit vom jeweiligen Linsentyp runde bzw. schlitzförmige Pupillen, mit dem Zweck, die spezifischen optischen Eigenschaften des jeweiligen Linsentyps optimal zu ergänzen. So kommen schlitzförmige Pupillen nur bei Tieren mit multifokalen Linsen vor, also z. B. bei Katzen, Geckos oder manchen Schlangen. Arten mit runden Pupillen (z. B. Mensch, Hunde) wiederum verfügen über monofokale Linsen.
Multifokale Linsen fokussieren Licht unterschiedlicher Wellenlängen durch unterschiedliche konzentrische (ringförmige) Zonen. Auf diese Weise entsteht ein schärferes Bild als bei Augen mit runden Pupillen, deren Linsen einfallendes Licht auf einen einzigen Punkt im Zentrum fokussieren. Bei einer multifokalen Linse würde eine runde Pupille bei ihrer Kontraktion nach und nach die äußeren ringförmigen Regionen der Linse abdecken, die jeweils für das Bündeln einer bestimmten Wellenlängen des Lichts optimiert sind. Eine schlitzförmige Pupille lässt dagegen immer Ausschnitte der äußeren Ringe der Linse frei, so dass auch bei enger Pupille die Bündelung der unterschiedlichen Wellenlängen gewährleistet ist.

## Akkommodation
Zur Akkommodation (Nah- und Ferneinstellung) kann die Brechkraft der Linse – sie beträgt beim gesunden menschlichen Auge in der Einstellung für Fernsicht normalerweise etwa 19 dpt – durch Verkleinerung des Krümmungsradius auf altersabhängig bis zu rund 33 dpt erhöht werden. Dies geschieht durch den Ziliarkörper, dessen Muskulatur (Musculus ciliaris, Ziliarmuskel) den Krümmungsgrad der Linse reguliert. Die Kontraktion dieses glatten Muskels führt zu einer Erschlaffung der Zonulafasern, wodurch die Linse aufgrund der Eigenelastizität der Linsenfasern eine stärker gekrümmte, kugelige Form annimmt und somit auf Naheinstellung fokussiert. Bei Erschlaffung des Muskels führt der Zug der Zonulafasern zu einer Abflachung der Linse und damit einer Einstellung auf Fernsicht. Die Elastizität der Linse lässt mit zunehmendem Alter nach und führt schließlich zur Presbyopie. Die Altersabhängigkeit der Brechkraft wird durch die Duane-Kurve beschrieben.

## Durchsichtigkeit der Augenlinse
Die Augenlinse besteht aus Zellen, die aufgrund verschiedener Faktoren die Durchsichtigkeit ohne Farbverfälschungen (beim gesunden Auge) gewährleisten:
- keine Organellen und kein Zellkern
- regelmäßige und dichte Ausrichtung der im Querschnitt hexagonalen Fasern
- Produktion transparenter Proteine (Kristalline)
- geringer Wassergehalt
- praktisch gleicher Brechungsindex der Zellmembranen wie das Zytoplasma im Innern der Zellen der Augenlinse

Die Durchsichtigkeit der Augenlinse ist ein Beispiel extremer Spezialisierung durch die biologische Evolution, da einerseits die Zellen der Augenlinse trotz fehlender Organellen und ohne Zellkern leben können, andererseits dieses Fehlen erst die Durchsichtigkeit ermöglicht. Bei der Bildung dieser besonderen Zellen scheinen Mechanismen des programmierten Zelltodes (Apoptose) eine Rolle zu spielen.

## Erkrankungen und Veränderungen der Linse

Linsentrübung

Eine Trübung der Linse aufgrund unterschiedlichster Ursachen wird als Katarakt oder grauer Star bezeichnet. Obwohl diese Erkrankung in Industrieländern in großen Zahlen erfolgreich durch eine Operation und die Implantierung von intraokularen Kunstlinsen behandelt wird, gilt sie weltweit als die häufigste Erblindungsursache. Krebserkrankungen der Linse kommen nicht vor.
Das Fehlen einer natürlichen oder einer Kunstlinse wird in der Medizin als Aphakie bezeichnet. Den Zustand nach Entfernung oder Verlust der natürlichen Linse und ihren Ersatz durch ein Implantat nennt man Pseudophakie.
Verlagert sich die Linse von ihrer ursprünglichen Position in die Vorderkammer oder den Glaskörper des Auges, spricht man von einer Linsenluxation.
Die Abweichung der Linsenoberfläche von einer rotationssymmetrischen Form kann zu einem Linsenastigmatismus führen.